# Peer Hultberg
 Der er for få eller ingen kildehenvisninger i denne artikel, hvilket er et problem. Du kan hjælpe ved at angive troværdige kilder til de påstande, som fremføres i artiklen.

Peer Hultberg f. Eskildsen (født 8. november 1935 i Vangede, død 20. december 2007 i Hamborg) var dansk forfatter og doktor i polsk. Sidenhen uddannet som jungiansk psykoanalytiker hvilket han også praktiserede som i de sidste mange år af sit liv. Hultberg voksede op i Viborg efter at have tilbragt sine første år i Horsens. Både han selv og den lidt yngre søster var adopterede. Han har i værket Selvbiografi, som han lod udgive efter sin egen, sin søsters og sine forældres død, beskrevet sin barndom og tidlige ungdom i hjemmet som ulykkelig og ensom. Skylden for dette tillægger han faren, der var dommer ved landsretten, men også moderens følgagtighed overfor faren bebrejdes. I det samtidigt udgivne kortværk Brev, som er formet som en række breve skrevet til moderen i ugerne efter hendes død i 1990, åbner han dog for en forståelse for hende. Hultberg boede i det meste af sit voksenliv udenfor Danmarks grænser i en slags selvvalgt eksil. Senest i en lang årrække i Hamburg, hvor han praktiserede som psykoanalytiker. Hultberg var homoseksuel og ved sin død gift med billedkunstneren Alfred Wäspi. Hultberg var musikalsk, og mødet med musikken er det eneste, der farver hans erindring om barndommen og den tidlige ungdom en smule lys.
Hultberg var en stilistisk fremragende forfatter, og en mester i iagttagelsen af menneskers liv og fortrængninger. Det er ikke altid behagelig læsning, men Hultbergs baggrund som dels psykoanalytiker og dels lingvist slår igennem i en fælles tone af indsigt og præcision. Flere af hans værker, som f.eks. Præludier og Byen og Verden består af en række brudstykker, der efterhånden danner en helhed. Noget, der både er tolket som undertrykte stemmer, der sporadisk bryder igennem til overfladen, og som enkelte instrumenter, der sammen danner et musikstykke. Hultberg debuterede i 1966 med romanen Mytologisk landskab med Daphnes forvandling. Centralt i forfatterskabet står foruden romanen Præludier (1990) (om Chopin som barn) de fortættede historier i værkerne Requiem (1985) og Byen og Verden (1992). For sidstnævnte modtog Hultberg i 1993 Nordisk Råds litteraturpris, og i 2004 modtog Peer Hultberg Det Danske Akademis Store Pris.
Romanen Vredens nat udkom kort før hans død på tysk og på dansk året efter, imens Selvbiografi og Brev som udgangspunkt var beregnet til at udkomme posthumt.
Hultberg er begravet på Viborg Kirkegård.